# 차영석 (야구인)
차영석(車永錫, 1964년 10월 6일 ~ )는 전 KBO 리그 야구 선수의 포수이다.

## 출신학교
- 1981년 ~ 1984년 : 광주진흥고등학교
- 1984년 ~ 1988년 : 한양대학교 (1984학번)